# Congreso General de Huancayo (1839)
El Congreso General de Huancayo de 1839 fue el cuarto Congreso Constituyente de la historia republicana peruana, que se instaló el 15 de agosto de 1839 y cuya principal labor fue discutir una nueva carta magna, que fue la Constitución de 1839, promulgada el 10 de noviembre de 1839. Ratificó también como presidente provisorio de la República al mariscal Agustín Gamarra, que estaba en el poder desde 1838. Estuvo en funciones hasta el 29 de noviembre de 1839. En julio de 1840 se volvió a reunir en Lima, por última vez, como Congreso Ordinario.

## Antecedentes
Tras la batalla de Yungay y la caída de la Confederación Perú-Boliviana, a principios de 1839, se dio pase en el Perú al llamado período de la Restauración, llamado así pues el estado peruano volvió tal como había estado constituido antes de 1836. El grupo de peruanos que bajo el mando del mariscal Gamarra habían luchado contra los «confederados» (en alianza con los chilenos), tomó el mando del país. Se denominaron «restauradores». Gamarra se propuso inmediatamente reorganizar el gobierno y fortalecer al estado. En el aspecto legislativo y constitucional optó por la recurrida fórmula de convocar a un Congreso cuya misión fundamental sería promulgar una nueva Constitución.

## Convocatoria e instalación

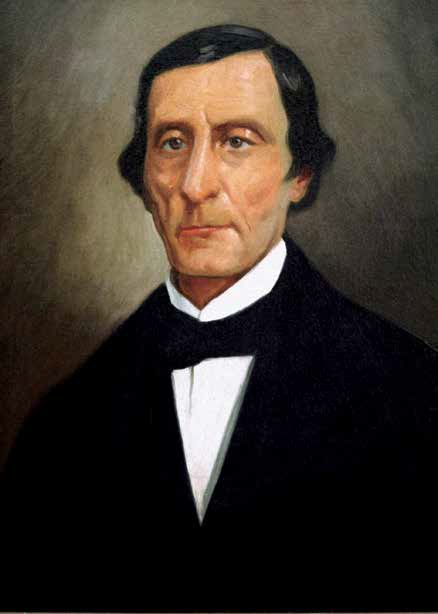
Manuel Bartolomé Ferreyros, primer presidente del Congreso General de Huancayo

El 22 de mayo de 1839 Gamarra convocó a un Congreso General, el cual se reunió en Huancayo (sierra central peruana), por estar todavía la capital  (Lima) ocupada por las tropas chilenas. Las Juntas preparatorias se iniciaron el 5 de agosto. El Congreso se inauguró el 15 de agosto, con la presencia de Gamarra y sus ministros Ramón Castilla y Benito Laso, y bajo la presidencia de Manuel Bartolomé Ferreyros. 
La primera medida de este Congreso fue ratificar a Gamarra como Presidente Provisorio de la República, aprobando sus actos administrativos desde que se invistió en el mando en 1838. Asimismo, le concedió los títulos de Restaurador del Perú y Generalísimo de las fuerzas del mar y tierra. Declaró, luego, enemigo capital del Perú a Santa Cruz y puso fuera de la ley a Orbegoso. Dictó también medidas represivas para los colaboradores de Santa Cruz. En contraparte, otorgó diversos honores y premios a los auxiliares chilenos, a los peruanos vencedores en Yungay y a todos los que habían apoyado la causa restauradora.
En el plano constituyente, el Congreso declaró insubsistente la Constitución de 1834 por ley del 22 de agosto de 1839, arguyendo, entre otras razones, que tal carta no proveía el remedio adecuado ante los actos de traición del presidente, ni el modo de sostener la independencia del país frente a las amenazas foráneas, aludiendo así a los hechos políticos anteriores al establecimiento de la Confederación (el presidente traidor aludido era Luis José de Orbegoso, quien autorizó la invasión boliviana de 1835). Luego puso como única base para la nueva Constitución «la forma de gobierno popular representativo consolidado en la unidad, responsable y alternativo, delegando su ejercicio en los Poderes Legislativo, Ejecutivo y Judicial». Enseguida, pasó a discutir la nueva carta constitucional. Sus principales redactores fueron el coronel Bernardo Soffia y el sacerdote Higinio Madalengoitia. Otros congresistas destacados fueron Agustín Guillermo Charún y Pío Vicente Rosell, además del ya mencionado Manuel Bartolomé Ferreyros.

## Espíritu autoritario

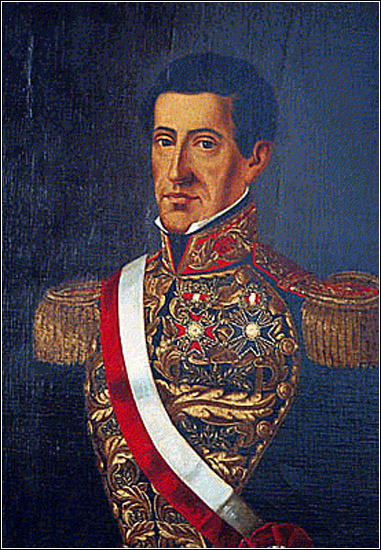
Mariscal Agustín Gamarra.

Usando la expresión de Basadre, este Congreso tuvo un «espíritu autoritario». La Constitución que elaboró fue la primera de tipo conservador, si se descuenta la Constitución Vitalicia de 1826, que en la práctica apenas rigió. Frente a las constituciones liberales anteriores (1823, 1828 y 1834) que consagraban todas las libertades del ciudadano y debilitaban al Poder Ejecutivo subordinándolo al Legislativo, la Constitución de 1839 fue un robustecimiento de la autoridad del Presidente de la República. Creían los legisladores de Huancayo que los principios conservadores se adecuaban a la realidad del país, y culpaban de los desórdenes vividos hasta entonces a la influencia del liberalismo en la política nacional.
El Congreso aprobó la Constitución el 10 de noviembre de 1839, que fue promulgada el mismo día por el presidente Gamarra. Los congresistas finalizaban así su labor constituyente: apenas tres meses les tomó para dar una nueva Constitución al país, lo que contrastaba con las dilatadas asambleas legislativas que dieron origen a las constituciones liberales de 1823, 1828 y 1834.

## Leyes electorales
Las últimas medidas que tomó este Congreso fue dar dos leyes sobre las elecciones presidenciales:
- La ley del 26 de noviembre de 1839, que ordenaba efectuar, sin demora, la elección del Presidente Constitucional de la República por los Colegios Electorales; y
- La Ley Electoral del 29 de noviembre de ese mismo año, que reglamentaba las elecciones a realizarse.

Se buscaba así legalizar el mandato provisorio de Gamarra, quien, naturalmente, sería candidato presidencial en funciones. Enseguida, el Congreso dio por concluida sus labores.
La elección popular se realizó en enero de 1840. Los candidatos a la presidencia fueron, además de Gamarra, los generales Juan Crisóstomo Torrico y Antonio Gutiérrez de la Fuente. La Constituyente, transformada en Congreso ordinario, se volvió a reunir en Lima del 7 al 11 de junio de 1840. Verificados los escrutinios, resultó Gamarra ganador de manera abrumadora, al obtener 2542 votos de los 3928 sufragados en los Colegios Electorales de 58 provincias. Gamarra asumió como Presidente Constitucional el 10 de julio de 1840. Su mandato fue efímero, pues murió al año siguiente en la batalla de Ingavi, cuando intentaba anexar Bolivia al Perú.

## La mediocridad de los legisladores
Se ha criticado la mediocridad de los legisladores de Huancayo, que hicieron de dicha asamblea un opaco y anodino cuerpo, sin contrastes ni apasionamientos ideológicos. El notable polígrafo José de la Riva Agüero y Osma, que décadas después revisó los archivos del Congreso huancaíno, no pudo contener su desolación ante el deplorable nivel de los políticos de entonces:

Acabo de leer las actas, el mensaje presidencial y alguno de los discursos. ¡Qué mediocridad y ramplonería tan lamentables! El alma se oprime ante ese espectáculo de infinita pequeñez, en que no hubo ni un asomo de novedad, ni un arranque sincero, ni una chispa de talento. Estos hombres de hablar tan descolorido y opaco, ¿tenían acaso conciencia de que, en bien o en mal, decidían la suerte del Perú por un largo periodo? Las palabras y las actitudes quedaron muy por debajo de las circunstancias, que eran tristes pero tan importantes y solemnes. Aquellos improvisados legisladores no se hallaban a la altura de entenderlas.

## Presidentes
| Imagen | Nombre                     | Profesión | Inicio                   | Término                  |
| ------ | -------------------------- | --------- | ------------------------ | ------------------------ |
|        | Manuel Bartolomé Ferreyros | Político  | 15 de agosto de 1839     | 15 de septiembre de 1839 |
|        | Manuel Villarán Loli       | Clérigo   | 15 de septiembre de 1839 | 15 de octubre de 1839    |
|        | Agustín Guillermo Charún   | Clérigo   | 15 de octubre de 1839    | 15 de noviembre de 1839  |
|        | Lucas Pellicer Camacho     | Clérigo   | 15 de noviembre de 1839  | 28 de noviembre de 1839  |
|        | Lucas Pellicer Camacho     | Clérigo   | 7 de julio de 1840       | 12 de julio de 1840      |

## La Constitución conservadora de 1839
La Constitución de Huancayo fue a un robustecimiento de la autoridad del Ejecutivo, en desmedro del Legislativo. Aumentó el mandato presidencial a 6 años, impuso un exagerado centralismo administrativo y suprimió las municipalidades. Impuso como requisito para ser Presidente, ministro y senador tener más de 40 años, y para diputado 30 años, aumentándose así las edades estipuladas en las anteriores Constituciones, lo que fue considerado como una medida hostil a la juventud. Tomando en cuenta el antecedente de la Confederación, estableció que la nación no podía celebrar pactos de unión con otros países.
Rigió hasta 1855, es decir, tuvo 14 años de vigencia. Fue, en su momento, la Constitución de mayor vigencia en el Perú, pues si revisamos las anteriores constituciones (las de 1823, 1826, 1828 y 1834), resalta el hecho que todas tuvieron cortísima vida; incluso las dos primeras, en la práctica, nunca rigieron o solo lo hicieron nominalmente por unos meses.